# Psychoda itoco
Psychoda itoco és una espècie d'insecte dípter pertanyent a la família dels psicòdids que es troba a Àsia: les illes Ryukyu (el Japó).